# ادیت‌اتان

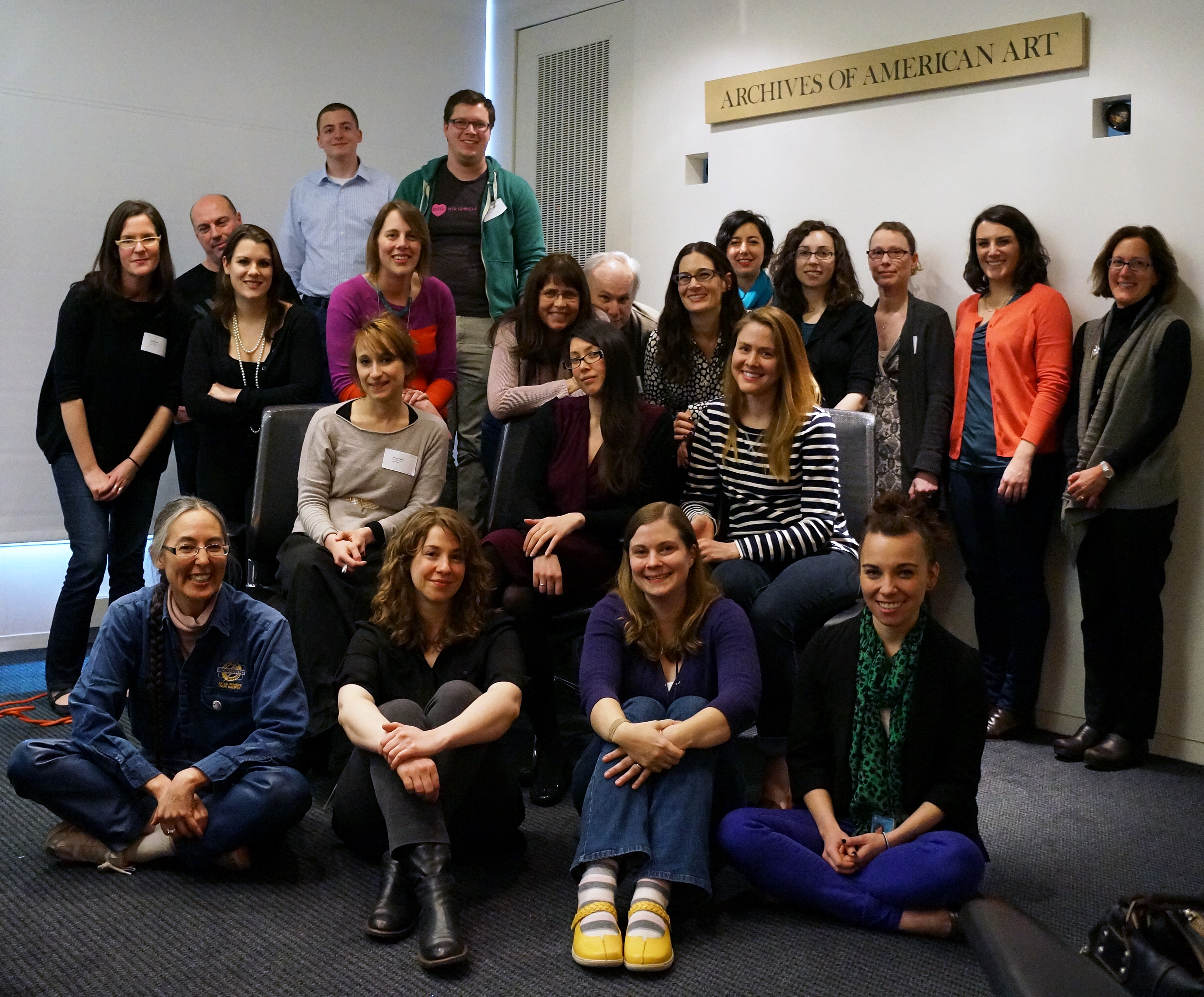
شرکت‌کنندگان در یک جلسهٔ ادیت‌اِتانِ هنر در واشینگتن، دی.سی.

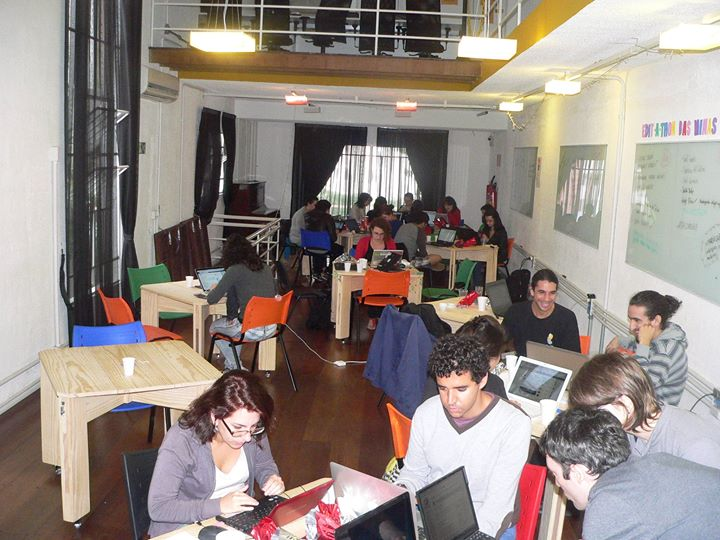
یک جلسهٔ ادیت‌اِتان برگزارشده در سائوپائولو با موضوع حقوق زنان و بیوگرافی زنان سرشناس

ادیت‌اِتان (به انگلیسی: Edit-a-thon) به جلسات ویرایش گروهیِ پروژه‌هایی مثل ویکی‌پدیا یا اوپن‌استریت‌مپ گفته می‌شود که در آن کاربران به صورت داوطلبانه و با برنامهٔ قبلی به ویرایش مقالات و تک‌نگاشت‌ها (مونوگراف‌ها) در یک موضوع خاص می‌پردازند.
واژهٔ «ادیت‌اِتان» آمیزه‌ای از دو واژهٔ «ادیت» و «ماراتن» است. یک ادیت‌اِتان ممکن است حضوری، برخط یا ترکیبی از این‌دو باشد. وقتی که این جلسات حضوری نباشند معمولاً به آنها ادیت‌اِتان مجازی یا برخط گفته می‌شود.
جلسات ادیت‌اِتانِ ویکی‌پدیا در دفاتر نمایندگی ویکی‌مدیا در کشورهای مختلف یا در مکان‌هایی مثل موزه یا مراکز اسناد ملی برگزار می‌شود.